# ATC kod C03
ATC kod C03 Diuretici su terapeutska podgrupa sistema za anatomsko terapeutsko hemijsku klasifikaciju. Ovaj sistem alfanumeričkih kodova je razvio  za klasifikaciju lekova i drugih medicinskih proizvoda.  Podgrupa C03 je deo anatomske grupe C Kardiovaskularni sistem.

Kodovi za veterinarsku upotrebu (ATCvet kodovi) se mogu formirati stavljanjem slova Q ispred humanih ATC kodova: QC03... ATCvet kodovi bez odgovarajućeg humanog ATC koda su navedeni sa vodećim Q na sledećoj listi.
Nacionalna izdanja ATC klasifikacije mogu da obuhvataju dodatne kodove koji nisu prisutni na ovoj listi.

## Diuretici niskog platoa, tiazidi

### Tiazidi
Bendroflumetiazid
 Hidroflumetiazid
 Hidrohlorotiazid
 Hlorotiazid
 Politiazid
 Trihlormetiazid
 Ciklopentiazid
 Metiklotiazid
 Ciklotiazid
 Mebutizid
 Trihlormetiazid, kombinacije

### Tiazidi ikalijumu kombinaciji
Bendroflumetiazid i kalijum
 Hidroflumetiazid i kalijum
 Hidrohlorotiazid i kalijum
 Hlorotiazid i kalijum
 Politiazid i kalijum
 Trihlormetiazid i kalijum
 Ciklopentiazid i kalijum
 Metiklotiazid i kalijum
 Ciklotiazid i kalijum

### Tiazidi, kombinacije sa psiholepticima i/ilianalgeticima
Hlorotiazid, kombinacije
 Hidroflumetiazid, kombinacije

### Tiazidi, kombinacije sa drugim lekovima
Hidrohlorotiazid, kombinacije

## Diuretici niskog maksimuma, izuzev tiazida

### Sulfonamidi
Hinetazon
 Klopamid
 Hlortalidon
 Mefrusid
 Klofenamid
 Metolazon
 Metikran
 Ksipamid
 Indapamid
 Kloreksolon
 Fenkizon
 Kloreksolon, kombinacije sa psiholepticima

### Sulfonamidi i kalijum u kombinaciji
Hinetazon i kalijum
 Klopamid i kalijum
 Hlortalidon i kalijum
 Mefrusid i kalijum
 Klofenamid i kalijum

###C03BC Živini diuretici
Mersalil

###C03BD Ksantinskiderivati
Teobromin

### Drugi diuretici
Cikletanin

## Diuretici visokog platoa

### Sulfonamidi
Furosemid
 Bumetanid
 Piretanid
 Torasemid

### Sulfonamidi i kalijum u kombinaciji
Furosemid i kalijum
 Bumetanid i kalijum

###C03CC Derivatiariloksiacetinske kiseline
Etakrinska kiselina
 Tienilinska kiselina

###C03CD Pirazolonskiderivati
Muzolimin

### Drugi diuretici visokog platoa
Etozolin

##C03D Agensi koji pošteđuju kalijum

###C03DA Aldosteronski antagonisti
Spironolakton
 Kalijum kanrenoat
 Kanrenon
 Eplerenon

###C03DB Drugi agensi koji pošteđuju kalijum
Amilorid
 Triamteren

## Diuretici i agensi koji pošteđuju kalijum u kombinaciji

### Diuretici niskog platoa i agensi koji pošteđuju kalijum
Hidrohlorotiazid i agensi koji pošteđuju kalijum
 Trihlormetiazide i agensi koji pošteđuju kalijum
 Epitizid i agensi koji pošteđuju kalijum
 Altizid i agensi koji pošteđuju kalijum
 Mebutizid i agensi koji pošteđuju kalijum
 Hlortalidon i agensi koji pošteđuju kalijum
 Ciklopentiazid i agensi koji pošteđuju kalijum
 Metolazon i agensi koji pošteđuju kalijum
 Bendroflumetiazid i agensi koji pošteđuju kalijum
 Butizid i agensi koji pošteđuju kalijum

### Diuretici visokog platoa i agensi koji pošteđuju kalijum
Furosemid i agensi koji pošteđuju kalijum
 Bumetanid i agensi koji pošteđuju kalijum

## Drugi diuretici

###C03XA Vazopresinski antagonisti
Tolvaptan
 Konivaptan